# Jon Dahl Tomasson
Jon Dahl Tomasson (Roskilde, 29 d'agost, 1976) és un exfutbolista danès que jugava de davanter. Actualment fa d'entrenador.

## Trajectòria

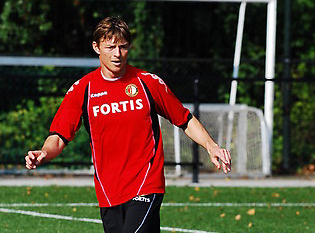
Jon Dahl Tomasson al Feyenoord.

Va viure la seva etapa més destacada al club neerlandès del Feyenoord, amb qui guanyà la Copa de la UEFA del 2002, i al AC Milan, on fou campió d'Europa el 2003. A més d'aquests dos clubs, Tomasson ha jugat a molts clubs europeus. A Dinamarca defensà els colors del Køge BK, però amb només 18 anys fou fitxat pel SC Heerenveen. La temporada 1997–1998 jugà el Newcastle United FC i entre el 2005 i el 2008 jugà al VfB Stuttgart i al Vila-real CF. Fou el cinquè jugador que participà en les quatres lligues més fortes d'Europa, Anglaterra, Itàlia, Alemanya i Espanya.
Els anys 2002 i 2004 fou nomenat futbolista danès de l'any.
Ha marcat 51 gols en 99 partits amb Dinamarca, fet que se situa com el segon màxim golejador de la selecció de tots els temps, només superat per Poul Nielsen. Va participar en la Copa del Món de Futbol 2002, on marcà 4 gols, a més de disputar dues Eurocopes.

## Palmarès
Domèstic
- 1998-99 Lliga neerlandesa de futbol, amb Feyenoord Rotterdam
- 1998-99 Supercopa neerlandesa de futbol, amb Feyenoord Rotterdam
- 2002-03 Copa italiana de futbol, amb AC Milan
- 2003-04 Lliga italiana de futbol, amb AC Milan
- 2003-04 Supercopa italiana de futbol, amb AC Milan
- 2006-07 Lliga alemanya de futbol, amb VfB Stuttgart

Continental
- 2001-02 Copa de la UEFA, amb Feyenoord Rotterdam
- 2002-03 Lliga de Campions de la UEFA, amb AC Milan

Premis
- 1994 Futbolista danès de l'any sots 19
- Futbolista danès de l'any : 2002 i 2004